# Joseph Leeson (1er comte de Milltown)
Joseph Leeson (11 mars 1701 – 2 octobre 1783) est un pair et un homme politique irlandais.

## Biographie
Il est le fils de Joseph Leeson, brasseur à Dublin, et de Mary Brice, fille de Alderman Andrew Brice, shérif de Dublin, et naît en 1701. Son grand-père Hugh Leeson de Culworth, dans le Northamptonshire arrive en Irlande vers 1680, en tant qu'officier du service militaire, et fait fortune comme brasseur. Il acquiert de nombreuses propriétés dans les environs de l'actuelle Dawson Street. Le comte a une sœur, Joyce Leeson, qui épouse Sir Robert Blackwood, premier baronnet, l'ancêtre des barons Dufferin et Claneboye.

## Carrière politique
Entre 1743 et 1756, il siège à la Chambre des communes irlandaise pour Rathcormack. Il est créé le 5 mai 1756, baron Russborough dans le comté de Wicklow, vicomte Russborough, de Russellstown, dans le comté de Wicklow, le 8 septembre 1760, et comte de Milltown, dans le comté de Dublin, le 10 mai 1763.

## Famille et héritage
Le 20 janvier 1729, il épouse Cecilia Leigh, fille de Francis Leigh. Ils ont trois enfants:
- Joseph Leeson (2e comte de Milltown) (1730 – 1801)
- Mary Leeson (1734 – 1794) (épouse le 2e comte de Mayo)
- Brice Leeson (3e comte de Milltown) (1735 – 1807)

Cecilia est décédée en 1738, et Leeson épouse Anne Preston, fille de Nathaniel Preston, le 20 octobre 1738. Ils ont une fille:
- Anne Leeson (mariée à Hugh Henry)

Anne meurt le 17 janvier 1766 et Leeson épouse le 3 février Elizabeth French, fille du Très révérend William French, doyen d'Ardagh, le 10 février 1768. Ils ont quatre enfants:
- William Leeson (1770 – 1819)
- Robert Leeson (1773 – 1850)
- Cecilia Leeson (mariée à David La Touche, elle a une fille, Elizabeth qui épouse William Crosbie, 4e baron Brandon, et gagne en notoriété en tant que maîtresse réputée de William Lamb, 2e vicomte de Melbourne)
- Florence Arabella Leeson (décédée en 1840) (mariée à Marcus Beresford, petit-fils de Marcus Beresford (1er comte de Tyrone))

Lord Milltown est décédé le 2 octobre 1783 à l'âge de 82 ans. Sa troisième épouse est décédée le 23 janvier 1842 après avoir survécu 55 ans après sa mort. En 1728, Suesey Street à Dublin est renommée Leeson Street, probablement en son honneur. Lord Milltown commande Russborough House, un exemple particulièrement raffiné d'architecture palladienne, conçu par Richard Cassels et construit entre 1741 et 1755. L'intérieur de la maison contraste avec l'extérieur austère à l'aide de quelques plâtres ornés au plafond des frères Lafranchini. C’est la plus longue maison d’Irlande, avec une façade de 210 m.